# 島田元
島田 元（しまだ はじめ、1959年4月14日 - ）は、日本の映画監督、脚本家である。協同組合日本シナリオ作家協会会員。ライブ映像の製作工房「ライブシネマ」代表。季刊誌『映画王』元編集長。

## 人物・来歴
1959年（昭和34年）4月14日、京都府京都市右京区太秦安井北御所町に生まれる。
早稲田大学法学部に進学するとともに、早大シネマ研究会で8mmフィルムによる映画の製作活動を行う。1982年（昭和57年）に行われた第5回ぴあフィルムフェスティバルにおいて、長篇映画『リトル・ウィング』（8mmフィルム、1981年）が一般公募部門で入選する。岸野雄一、佐藤東弥、中島哲也、小口詩子、笠原幸一もこのときに入選している。1984年（昭和59年）に発表した長篇映画『殺人教室』（8mmフィルム）には、映画監督の内藤誠がギャング役で出演しており、同年2月1日に発行された『月刊シナリオ』（通巻427号）での井手雅人・桂千穂の対談で同作が話題に上っており、同作を観た桂が、かつての石井輝男や岡本喜八のようなタッチによるギャングアクションであると語っている。
同学卒業後は高田馬場TomTom倶楽部を組織し、1988年（昭和63年）12月8日には初の16mmフィルムによる長篇映画『BABY』を発表した。同作には詩人のねじめ正一、映画監督の小沼勝も出演している。1989年（平成元年）8月18日、高橋洋や塩田明彦（編集委員）、暉峻創三（編集アドバイザー）らとともに季刊誌『映画王』を創刊、島田は編集長に就任、版元を高田馬場TomTom倶楽部とした。同誌第1号、および同年11月18日に発行された第2号において、島田は森﨑東にインタビューを行っている。同誌については、1990年（平成2年）2月18日に発行された第3号から版元を映画王社に変更、同年5月18日に発行された第4号を最後に島田は編集長を退いた。同誌第3号・第4号には高橋・井川耕一郎による大和屋竺へのインタビューが掲載されている。その傍ら、スタッフとして商業映画の製作現場に携わっており、同年11月17日に公開された若松孝二監督の『われに撃つ用意あり』では、同作の照明技師安河内央之の助手（照明助手）としてクレジットされている。
1991年（平成3年）2月19日に放映を開始した連続テレビアニメーション映画『緊急発進セイバーキッズ』において、第19話『偽ぷかりん現わる』（監督高遠和茂）、第30話『ロボットは芸術家』（監督山本泰一郎）の脚本を書いて以降、脚本家としての活動を開始している。翌1992年（平成4年）には、関西テレビ放送の単発枠で、『よろこびの渦巻』（監督黒沢清）、『ぬるぬる燗燗』（監督西山洋市）、 『ぬるぬる燗燗の逆襲 純情編・激情編』（監督西山洋市）、『魔術館のアリサ』（監督小松隆志）の脚本を手がけたほか、自らも『パスカルの群』を監督している。なかでも『ぬるぬる燗燗』は、のちに新東宝映画製作によってピンク映画として西山洋市がセルフリメイクし、1996年（平成8年）2月24日に公開されたが、同作においては脚本のほか音楽も手掛けている。1990年代を通じて、多くのビデオ映画の脚本を手がけ、1997年（平成9年）4月25日に発表された『援助交際 特Aランクの女子高篇』を監督した。
2005年（平成17年）8月20日に公開されたオムニバス映画『情無用の刑事まつり』に参加、『おれ、刑事』に監督・主演した。同年12月17日に公開された、BS-i（現在のBS-TBS）が製作したオムニバス映画『スパイ道』では、『一日スパイまどか』を監督、のちに同局でも放映された。
2006年（平成18年）2月、東京都練馬区でライブ映像の製作工房「ライブシネマ」を開業する。同工房のスタッフ・協力者には、島田のほか、朝倉加葉子、森内健介、松本岳大、川村清人、四宮秀俊、保坂大輔、西山洋市がいる。2008年（平成20年）6月に東京国立近代美術館フィルムセンターで行われた回顧上映「PFF30回記念 ぴあフィルムフェスティバルの軌跡 vol.1」で、『リトル・ウィング』が上映された。2013年（平成25年）12月には、「ライブシネマ」の拠点を埼玉県和光市に移転した。

## フィルモグラフィ
監督・脚本・音楽・出演等のクレジットは、公開日の右側に付した。東京国立近代美術館フィルムセンター（NFC）等の所蔵状況についても記す。
- 『リトル・ウィング』 : 製作早大シネマ研究会、1981年5月14日公開 - 監督・脚本・撮影[1]
- 『殺人教室』 : 製作早大シネマ研究会、1984年発表 - 監督・脚本[1][18]
- 『三角正太のモジョ映画』 : 製作高田馬場TomTom倶楽部、1985年発表 - 監督・脚本[1]
- 『BABY』 : 製作高田馬場TomTom倶楽部、1988年12月8日[2]（12月4日[3][4]）公開 - 監督・脚本
- 『われに撃つ用意あり』 : 監督若松孝二、製作・配給松竹、1990年11月17日公開 - 照明助手、106分の上映用プリントをNFCが所蔵[21]、2011年DVD発売[5]
- 『緊急発進セイバーキッズ』 : 1991年2月19日 - 1992年2月11日放映、連続テレビアニメーション映画
  - 第19話『偽ぷかりん現わる』 : 監督高遠和茂、1991年放映 - 脚本
  - 第30話『ロボットは芸術家』 : 監督山本泰一郎、1991年放映 - 脚本
- 『よろこびの渦巻』 : 監督黒沢清、1992年放映 - 脚本・出演（わかるよの男役、テレビ映画）、2005年DVD発売[5]
- 『ぬるぬる燗燗』 : 監督西山洋市、1992年2月19日放映 - 脚本（テレビ映画版）
- 『パスカルの群』 : 1992年5月6日・13日放映 - 監督・脚本・音楽（テレビ映画）、2005年DVD発売[5]
- 『ぬるぬる燗燗の逆襲 純情編』 : 監督西山洋市、1992年5月20日放映 - 脚本（テレビ映画）
- 『ぬるぬる燗燗の逆襲 激情編』 : 監督西山洋市、1992年5月27日放映 - 脚本（テレビ映画）
- 『魔術館のアリサ 前編・後編』 : 監督小松隆志、1992年放映 - 脚本（テレビ映画）
- 『日本一の悪女? 雅美のパワーオブラブ』 : 監督井筒和幸、主演大林雅美、製作JVD、1993年7月23日発売 - 脚本（ビデオ映画）
- 『倉沢まりや 本番羞恥心』 : 監督光石富士朗、製作ルーズフィット、配給エクセスフィルム、1995年7月21日公開 - 脚本
- 『イメクラ戦争 天使のすまた』 : 監督明石知幸、製作にっかつ・にっかつビデオ、1995年11月10日発売 - 脚本（ビデオ映画）[7]
- 『ぬるぬる燗燗』 : 監督西山洋市、製作・配給新東宝映画、1996年2月24日公開 - 脚本・音楽（劇場用映画版）、70分の上映用プリントをNFCが所蔵[6]、2005年DVD発売[5]
- 『のぞき屋稼業8 夢犯遊戯』 : 監督大工原正樹、製作ココナッツボーイプロジェクト、1996年6月28日発売 - 脚本（ビデオ映画）
- 『ラブホテルの夜2』 : 監督北川篤也、製作にっかつ・にっかつビデオ、1996年7月5日発売 - 脚本（ビデオ映画）[7]
- 『キタの帝王 闇の法廷伝説』 : 監督渡辺護、製作ミュージアム、1996年8月8日発売 - 脚本（ビデオ映画）、2013年DVD発売[5]
- 『援助交際 特Aランクの女子高篇』 : 製作ムーファクトリー映像工房、1997年4月25日発売 - 監督・脚本（ビデオ映画）
- 『会社の怪談』 : 監督加藤文彦、製作ケイエスエス販売、1997年5月30日発売 - 脚本（ビデオ映画）、2005年DVD発売[5]
- 『ラブ・トラップ 人妻・覗かれた情欲』 : 監督光石富士朗、製作ミュージアム、1998年1月21日発売 - 脚本（ビデオ映画）
- 『重役秘書2』 : 監督光石富士朗、製作ミュージアム、1998年4月21日VHS発売 - 脚本（ビデオ映画）、2003年DVD発売[5]
- 『女教師物語 生徒の目の前で…』 : 監督三宅雅之、製作サブマリンフィルムズ・アンカービジュアルネットワーク、1998年6月19日発売 - 脚本（ビデオ映画）
- 『オークションされる女2』 : 監督神野太、製作ミュージアム、1998年8月21日発売 - 脚本（ビデオ映画）、2003年DVD発売[5]
- 『性感モデル いぢりあい』 : 監督光石富士朗、製作ミュージアム、1998年12月21日発売 - 脚本（ビデオ映画）、2004年DVD発売[5]
- 『血染めの代紋 喧嘩組』 : 監督原田昌樹、1998年発売 - 脚本（ビデオ映画）、2011年DVD発売[5]
- 『完全なる飼育 愛の40日』 : 監督西山洋市、製作キネマ旬報社・アートポート、2001年6月23日公開 - 脚本、2001年DVD発売[5]
- 『ピストルオペラ』 : 監督鈴木清順、2001年10月27日公開 - 出演（亡霊役）、2004年DVD発売[5]
- 『リンダ リンダ リンダ』 : 監督山下敦弘、製作・配給ビターズエンド、2005年7月18日公開 - 脚本協力、2006年DVD発売[5]
- 『おれ、刑事』（オムニバス『情無用の刑事まつり』） : 製作コムテッグ、2005年8月20日公開 - 監督・主演
- 『一日スパイまどか』（オムニバス『スパイ道』） : 2005年12月17日公開 - 監督・脚本
- 『哀愁のハーモニカ先生』（オムニバス『先生道』） : 2006年9月28日放映 - 監督・脚本（テレビ映画）
- 『暗号解読スパイミニチカ』 : 監督大工原正樹、2007年4月8日放映 - 脚本（テレビ映画）
- 『ミニチカ 完全版』 : 監督大工原正樹、2011年10月6日公開 - 脚本
- 『富士消失』（オムニバス『LOCO DD 日本全国どこでもアイドル』） : 製作LOCO DD 製作委員会、2017年9月30日公開 - 監督・脚本